# Substances volatiles des feuilles

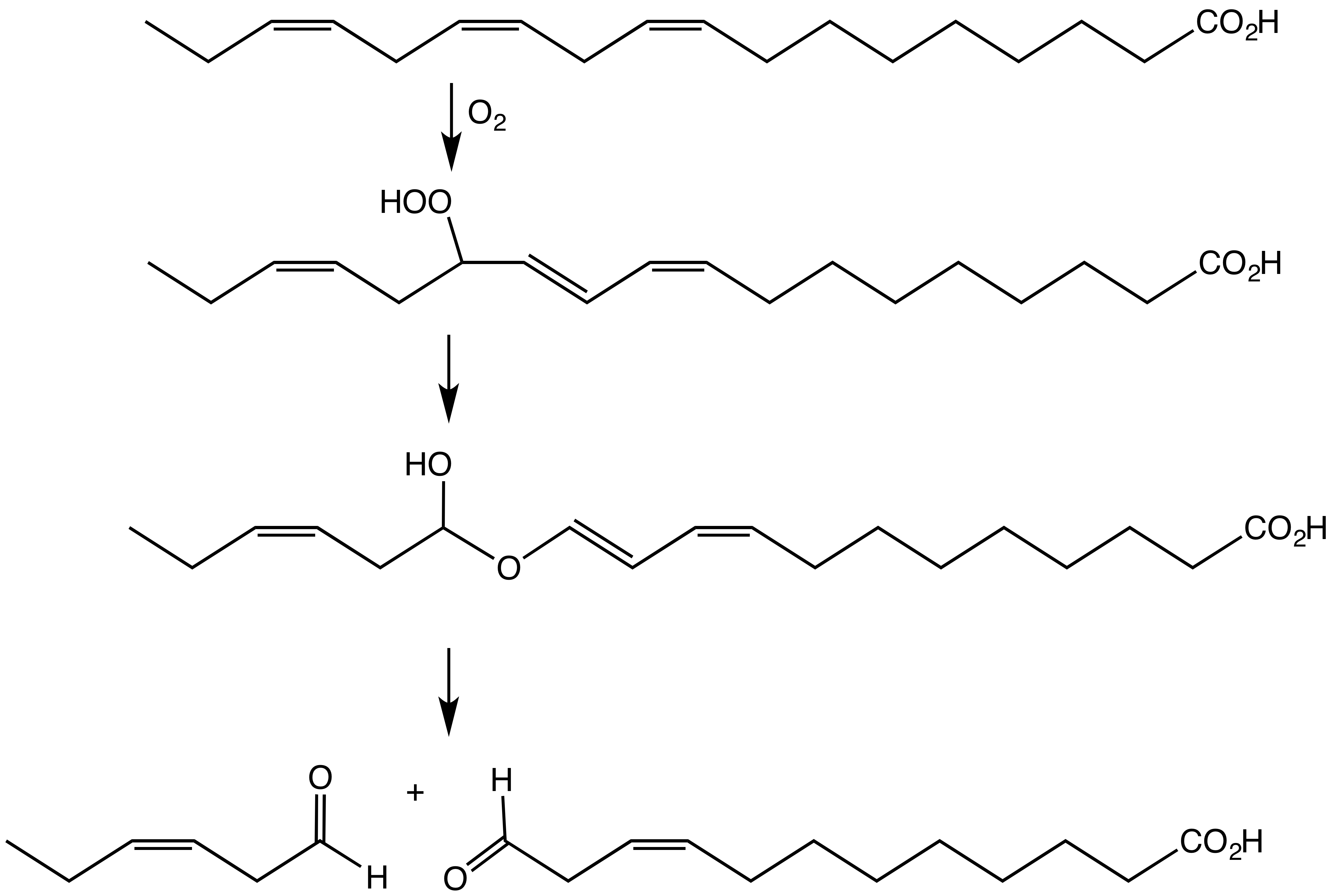
Voie de biosynthèse du GLV cis-3-hexénal à partir de l'acide linolénique. La première étape implique la formation de l'hydroperoxyde par l'action d'une lipoxygénase. Puis une hydroperoxyde lyase induit la formation de l'hémiacétal, le précurseur du GLV.

Les substances volatiles des feuilles (expression issue de l'anglais Green Leaf Volatiles, souvent abrégée en GLV) sont des composés organiques volatils synthétisés par les feuilles de nombreuses espèces végétales qui libèrent ce signal chimique dans l'atmosphère lorsque des tissus de la plante sont endommagés par des stress biotiques (notamment par les insectes herbivores) et abiotiques (surcharge d'ozone, chaleur, gel, résidus d'antibiotiques). Ce mode de communication chez les plantes fait intervenir initialement des éliciteurs qui induisent plusieurs voies de signalisation cellulaire agissant via une action de régulation dans l'expression des gènes impliqués dans la production de GLV qui servent notamment de protection indirecte (émission de signaux olfactifs qui attirent les prédateurs des phytophages eux-mêmes tels que les parasitoïdes, les oiseaux insectivores), mais aussi de gènes impliqués dans une protection directe, en inhibant ou en repoussant les agressions ou agresseurs (renforcement des parois, synthèse de toxines),. 
Ces petites molécules odorantes dites « de feuilles vertes » donnent notamment leurs odeurs caractéristiques aux légumes et aux fruits (odeur du concombre, de l'huile d'olive ou de l'herbe fraîchement coupée). 
Cette signalisation externe du stress est complétée par un réseau de signalisation interne qui implique des interactions entre les hormones (acide abscissique, acide salicylique, acide jasmonique, éthylène) et les dérivés réactif de l'oxygène (théorie du « crosstalk » de Fujita).
De nombreuses espèces végétales ont aussi des structures spécialisées au niveau desquelles sont synthétisés d'autres composés organiques volatils biogéniques insecticides ou insectifuges (par exemple des terpènes et huiles essentielles chez le thym, la lavande, la menthe, la citronnelle ; l'isoprène chez les arbres).
Les racines émettent également des composés volatils impliqués dans la défense de la plante mais ils sont moins étudiés.

## Formation et composition chimique
Ces composés organiques volatils sont spécifiquement des dérivés d’acide gras mono-insaturés à 6 atomes de carbone, de type esters, alcools ou aldéhydes. Ils proviennent de la coupure, dans des cellules foliaires, des acides gras libres par la voie de deux enzymes, la lipoxygénase ou de l'hydroperoxide lyase (en).
Une partie de ces composés (dont certains composés organiques volatils oxygénés (COVV) à courte chaine tels que méthanol, acétone et acétaldéhyde, solubles dans l'eau) ne sont pas synthétisés dans la feuille mais au niveau des racines. Ils sont ensuite transportés par la sève jusqu'aux feuilles et émis via les stomates dans le flux de gaz évapotranspirés, y compris chez les arbres.
Le stress entraîne la formation et l'émission de ces substances volatiles en quelques secondes ou quelques minutes. Elles disparaissent rapidement lorsque le stress cesse.

## Applications
Il est possible de détourner, via une modification génétique, une partie de la voie de synthèse enzymatique pour augmenter les quantités de GLV synthétisées. Les applications agronomiques du génie génétique consisteraient à doper le système de défense des végétaux afin de favoriser ce type de lutte biologique et de diminuer l’épandage de pesticides,.
L'herbe fraîchement coupée a pour résultat la libération de composés traumatiques produits lorsque les cellules des feuilles de graminées sont brisées. L'oxydation d'acides gras polyinsaturés (notamment l'acide linoléique et l'acide linolénique) constituant des membranes cellulaires, produit des dérivés (hexanal,  cis-3-hexénal, trans-2-hexénal, hexan-1-ol) responsables de l'odeur de l'herbe coupée. Ces composés organiques volatils, impliqués dans les réponses au stress (régulations de gènes, activités antimicrobiennes), sont très utilisés par les industries cosmétiques et agroalimentaires pour introduire des notes vertes dans leurs produits aromatisants.